# Perreiraara
× Perreiraara, (abreviado  Prra.) en el comercio, es un híbrido intergenérico que se produce entre los géneros de orquídeas Aerides, Rhynchostylis y Vanda (Aer. x Rhy. x V.).